# Sinificatie
Sinificatie of sinificering, ook wel verchinezing, is de linguïstieke en culturele assimilatie van termen en concepten naar die van de taal en cultuur van China. In de taalkunde wordt de term gebruikt om nauwkeuriger te verwijzen naar de transliteratie, waardoor sinificatie parallel loopt aan romanisatie.

## Volkeren in China
In meer algemene context verwijst sinificatie naar het proces van Chinees worden. De term wordt gebruikt in de sociale wetenschappen en in het bijzonder om de culturele assimilatie te beschrijven van niet-Han volken naar de Chinese identiteit. Synoniem hieraan is Chinese assimilatie. Een voorbeeld hiervan is de sinificatie van Tibet, maar ook van andere gebieden zoals die van de Mantsjoe, Oeigoeren, Oirat-Mongolen. 

## Sinificatie van de Han vs. regionalisering
Bij sinificatie moet men niet alleen denken aan de culturele assimilatie van de Chinese minderheden, maar ook aan de Han zelf. Want het huidige beleid van communistisch China is om alle Han te verenigen als één volk. Hierbij wordt het gebruik van vereenvoudigd Chinees als hanzischrift en het spreken van Standaardmandarijn aangemoedigd. Dit leidt tot het verdwijnen van vele Han-Chinese talen en dialecten in de toekomst. Het percentage van de Han-Chinese bevolking dat niet-Standaardmandarijn als moedertaal of als tweede taal heeft, is de laatste decennia drastisch gedaald. De oorzaken hiervan is de hoge alfabetisering onder de jongeren van nu en het gebruik van Standaardmandarijn op de televisie- en radiozenders van China. Het aandeel van Chinese dialecten op lokale televisie- en radiozenders gaat alleen nog maar omlaag. Dit leidde in sommige plaatsen als Guangzhou tot grote opschudding onder het gewone volk. De provinciale overheid van Guangdong en de lokale overheid van Guangzhou werden gedwongen een nieuw mediabeleid uit te voeren. De media TVS (China) en GZTV moesten veel minder Guangzhouhua (Standaardkantonees) gebruiken als voertaal. Tienduizenden Guangzhounezen gingen in de zomer van 2010 protesteren tegen het plan van de overheid. Om de rust terug te brengen, ging het plan van tafel. Ook in Hongkong, waar Guangzhouhua de officiële taal is, werden demonstraties georganiseerd tegen deze vorm van sinificatie.
In de Taiwanese politiek wordt de term gebruikt als verwijzing naar de toename in culturele banden met China. De termen werden vooral gebruikt na 2001. In deze context wordt in plaats van desinificatie ook wel taiwanisatie gebruikt.

## Volkeren buiten China
In een andere, internationaal moderne betekenis is sinificatie het proces waardoor Oost-Aziatische volken in Korea, Japan en Vietnam binnen hun eigen grenzen worden beïnvloed door de Chinese cultuur.